# Wernburg
Wernburg est une municipalité allemande du land de Thuringe, dans l’arrondissement de Saale-Orla, au centre de l’Allemagne.

## Personnalités liées à la ville
- Hermann von Erffa (1845-1912), homme politique mort à Wernburg.